# Oswald LeWinter
Oswald LeWinter (* 4. April 1931 in Wien, Österreich; † 13. Februar 2013 in Holly Hill, South Carolina) war ein US-amerikanischer Geheimdienstler, der neben seinen poetischen Werken als Whistleblower bekannt wurde. So versuchte er beispielsweise 1998, Mohamed Al-Fayed Dokumente zu verkaufen, die beweisen sollten, dass Diana Spencer („Lady Diana“) vom Secret Intelligence Service getötet wurde. LeWinter wurde dafür zu vier Jahren Gefängnis verurteilt.
Einige seiner poetischen Werke wurden in den 1960er Jahren angeblich ins Französische, Spanische, Italienische und Schwedische übersetzt.
1989 war er Chefredakteur des von Abraham Melzer herausgegebenen jüdischen Magazins SEMIT.
Oswald LeWinter war vier Mal verheiratet und hatte fünf Kinder.